# Росток (журнал)

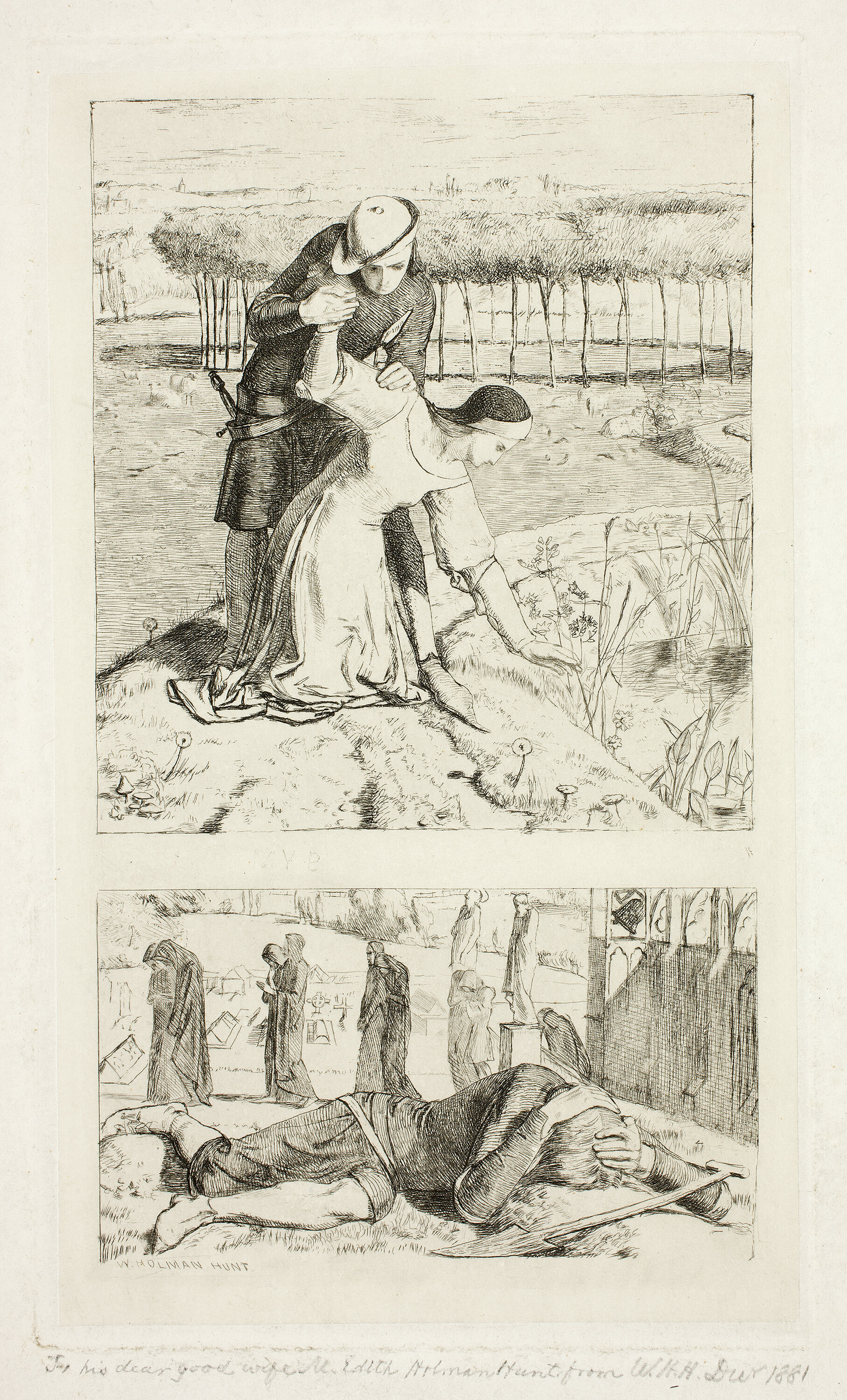
Иллюстрация Холмана Ханта к поэме Т. Вулнера, опубликованной в журнале, 1850 год

«Росток» (англ. The Germ) — журнал, основанный членами Братства прерафаэлитов (англ. Pre-Raphaelite Brotherhood): Уильямом Холманом Хантом, Данте Габриэлом Россетти и его братом Уильямом Россетти. Главным редактором стал Уильям Россетти.
Этот журнал не пользовался особенным успехом и выходил с января по апрель 1850 года. Всего в издательстве Aylott & Jones появилось 4 номера. Название «Росток» было выбрано для того, чтобы показать неразрывную связь прерафаэлитского творчества и природы, и, главным образом, «Росток» должен был стать побегом, от которого взрастут новые творческие идеи.
В журнале публиковались теоретические статьи прерафаэлитов, поэтические труды Уильяма Россетти, Кристины Россетти, Томаса Вулнера, Джеймса Коллинсона, художника Уолтера Деверелла, Уильяма Скотта. Здесь же было напечатано стихотворение «Небесная подруга» (англ. The blessed Damozel) Данте Габриэла Россетти, написанное в то время, когда автору было 19 лет. Данное произведение многими считается лучшей поэмой Россетти. В «Ростке» также печатались статьи и эссе по искусству и литературе, написанные друзьями прерафаэлитов, например, Мэдоксом Брауном. Хотя вышло всего четыре номера «Ростка», издание привлекло на сторону художников множество сочувствующих. Два последних номера носили новое название: «Искусство и поэзия» (англ. Art and Poetry: Being Thoughts towards Nature Conducted Principally by Artists).